# 山田隆弘
山田隆弘（日语：／ Yamada Takahiro，1964年6月9日—），日本男子竞技体操运动员。他曾获得1988年夏季奥运会体操比赛男子团体全能铜牌。他在该届奥运会也参加了其他个人小项，均止步资格赛。